# Motorkerékpársport
A motorkerékpársport versenyszerű motorkerékpározást jelent, a technikai sportok egyik ága. A motorkerékpár-versenyek rendszerint több futamból állnak, melyeken a versenyzők elért helyezésük alapján pontokat gyűjtenek. A verseny győztesét a futamok során szerzett összpontszám alapján hirdetik ki. A sportolók mellett a szponzoráló gyártók is versenyeznek, ezek közül az őket képviselő sportolók összpontszáma szerint hirdetnek győztest. A motorkerékpárversenyeket alapvetően két csoportba sorolhatjuk aszerint, hogy burkolt útfelületen vagy terepen zajlanak.

## Flat Track

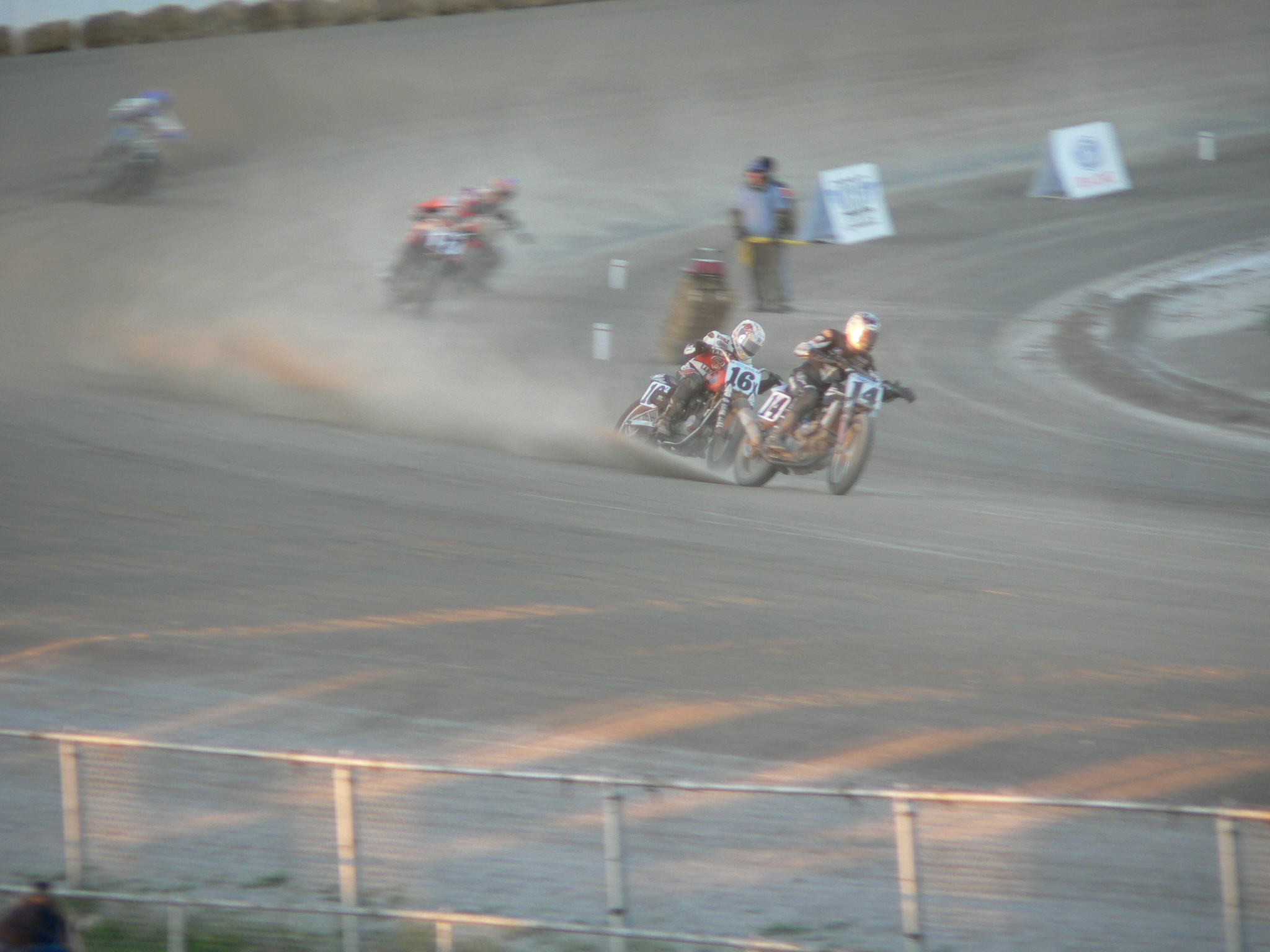
Flat Track

A Flat Track hasonlít a hagyományos salakmotorversenyre (Speedway), a pálya majdnem meg is egyezik vele. Ebben a sportágban a motorokon van fék, első-hátsó felfüggesztés, indulhatnak kétütemű, és négyütemű motorokkal is. A kétütemű motorokkal általában az amatőrök, a négyütemű motorokkal a profi versenyzők indulnak. Sok amerikai profi motorversenyző a Flat Track-kel kezdte pályafutását.